# Llista de topònims de Rajadell
Llista de topònims (noms propis de lloc) del municipi de Rajadell, al Bages
Informació actualitzada per un bot. Els canvis manuals es perdran quan s'actualitzi!

## abric rocós
| imatge | Nom               | Ubicat a | instància de                     | Detalls | coordenades | Protecció                                  | Commons (més fotos) | Dades a WD                    |
| ------ | ----------------- | -------- | -------------------------------- | ------- | --- | ------------------------------------------ | ------------------- | ----------------------------- |
|        | balma de Can Bosc | Rajadell | abric rocós jaciment arqueològic |         | 41° 44′ 04″ N, 1° 44′ 43″ E / 41.73438°N,1.745291°E                                                                                               | bé integrant del patrimoni cultural català |                     | Modifica les dades a Wikidata |
|        | balma de Palaci   | Rajadell | abric rocós                      |         | 41° 42′ 16″ N, 1° 40′ 07″ E / 41.7043242796454°N,1.66849797833257°E ca:Serra de Palomes-Vall del torrent de Can Torra. Parcerisses. SE del terme. |                                            |                     | Modifica les dades a Wikidata |

## barraca de vinya
| imatge | Nom                 | Ubicat a | instància de     | Detalls | coordenades                                                                                    | Protecció | Commons (més fotos) | Dades a WD                    |
| ------ | ------------------- | -------- | ---------------- | ------- | ---------------------------------------------------------------------------------------------- | --------- | ------------------- | ----------------------------- |
|        | Barraca Codi 13008  | Rajadell | barraca de vinya |         | 41° 43′ 09″ N, 1° 46′ 25″ E / 41.71921°N,1.77372°E ca:Can Servitge o Vallformosa. SE del terme |           |                     | Modifica les dades a Wikidata |
|        | Barraca Codi 15448  | Rajadell | barraca de vinya |         | 41° 43′ 11″ N, 1° 46′ 03″ E / 41.71968°N,1.76744°E ca:Monistrolet. E. del terme                |           |                     | Modifica les dades a Wikidata |
|        | Barraca Codi 15462  | Rajadell | barraca de vinya |         | 41° 43′ 22″ N, 1° 46′ 18″ E / 41.72276°N,1.77164°E ca:Monistrolet. E. del terme                |           |                     | Modifica les dades a Wikidata |
|        | Barraca Codi 15463  | Rajadell | barraca de vinya |         | 41° 43′ 13″ N, 1° 46′ 03″ E / 41.72039°N,1.76741°E ca:Monistrolet. E. del terme                |           |                     | Modifica les dades a Wikidata |
|        | Barraca Codi 15464  | Rajadell | barraca de vinya |         | 41° 43′ 14″ N, 1° 46′ 02″ E / 41.72048°N,1.76719°E ca:Monistrolet. E. del terme                |           |                     | Modifica les dades a Wikidata |
|        | Barraca Codi 15479  | Rajadell | barraca de vinya |         | 41° 43′ 14″ N, 1° 46′ 09″ E / 41.72063°N,1.76913°E ca:Monistrolet. E. del terme                |           |                     | Modifica les dades a Wikidata |
|        | Barraca Codi 17367  | Rajadell | barraca de vinya |         | 41° 43′ 11″ N, 1° 46′ 15″ E / 41.71985°N,1.77089°E ca:Monistrolet. E. del terme                |           |                     | Modifica les dades a Wikidata |
|        | Barraca Codi 17403  | Rajadell | barraca de vinya |         | 41° 43′ 24″ N, 1° 46′ 20″ E / 41.72346°N,1.77209°E ca:Monistrolet. E. del terme                |           |                     | Modifica les dades a Wikidata |
|        | Barraca Codi 19419  | Rajadell | barraca de vinya |         | 41° 42′ 58″ N, 1° 46′ 33″ E / 41.71605°N,1.77592°E ca:Can Servitge o Vallformosa. SE del terme |           |                     | Modifica les dades a Wikidata |
|        | Barraca Codi 19625  | Rajadell | barraca de vinya |         | 41° 43′ 20″ N, 1° 46′ 26″ E / 41.72213°N,1.77375°E ca:Monistrolet. E. del terme                |           |                     | Modifica les dades a Wikidata |
|        | Barraca Codi 19626. | Rajadell | barraca de vinya |         | 41° 43′ 33″ N, 1° 46′ 26″ E / 41.72587°N,1.77382°E ca:Monistrolet. E. del terme                |           |                     | Modifica les dades a Wikidata |

## casa
| imatge | Nom                                | Ubicat a | instància de | Detalls                     | coordenades                                                                                    | Protecció                                  | Commons (més fotos) | Dades a WD                    |
| ------ | ---------------------------------- | -------- | ------------ | --------------------------- | ---------------------------------------------------------------------------------------------- | ------------------------------------------ | ------------------- | ----------------------------- |
|        | Can Torres-Aimerich                | Rajadell | casa         | Estil: arquitectura popular | 41° 43′ 42″ N, 1° 42′ 22″ E / 41.72825°N,1.706139°E                                            | bé integrant del patrimoni cultural català | Can Torres-Aimerich | Modifica les dades a Wikidata |
|        | casa dels masovers de can Servitge | Rajadell | casa         | 19th century                | 41° 42′ 52″ N, 1° 45′ 42″ E / 41.7144°N,1.76176°E ca:Can Servitge o Vallformosa. SE del terme. |                                            |                     | Modifica les dades a Wikidata |

## edifici
| imatge | Nom        | Ubicat a | instància de  | Detalls | coordenades                                                                                      | Protecció | Commons (més fotos) | Dades a WD                    |
| ------ | ---------- | -------- | ------------- | ------- | ------------------------------------------------------------------------------------------------ | --------- | ------------------- | ----------------------------- |
|        | la Betzuca | Rajadell | edifici masia |         | 41° 42′ 29″ N, 1° 41′ 28″ E / 41.7079872324464°N,1.69098309263205°E                              |           |                     | Modifica les dades a Wikidata |
|        | la Cantina | Rajadell | edifici masia |         | 41° 43′ 55″ N, 1° 44′ 58″ E / 41.7320659179878°N,1.74950839290709°E ca:Monistrolet. E. del terme |           |                     | Modifica les dades a Wikidata |

## entitat singular de població
| imatge | Nom          | Ubicat a | instància de                                   | Detalls | coordenades                                                                | Protecció | Commons (més fotos) | Dades a WD                    |
| ------ | ------------ | -------- | ---------------------------------------------- | ------- | -------------------------------------------------------------------------- | --------- | ------------------- | ----------------------------- |
|        | Can Servitge | Rajadell | entitat singular de població                   | 127 hab | 41° 42′ 53″ N, 1° 45′ 46″ E / 41.71461°N,1.76278°E 321 msnm                |           |                     | Modifica les dades a Wikidata |
|        | Monistrolet  | Rajadell | entitat singular de població                   | 49 hab  | 41° 43′ 28″ N, 1° 46′ 00″ E / 41.7245°N,1.76656667°E 315 msnm              |           | Monistrolet         | Modifica les dades a Wikidata |
|        | Rajadell     | Rajadell | entitat singular de població capital municipal | 289 hab | 41° 43′ 41″ N, 1° 42′ 22″ E / 41.72802°N,1.70621°E 371 msnm                |           |                     | Modifica les dades a Wikidata |
|        | l'Estació    | Rajadell | entitat singular de població                   | 85 hab  | 41° 44′ 00″ N, 1° 41′ 57″ E / 41.733439600684°N,1.6990368601399°E 385 msnm |           |                     | Modifica les dades a Wikidata |
|        | les Casetes  | Rajadell | entitat singular de població                   | 44 hab  | 41° 43′ 50″ N, 1° 41′ 22″ E / 41.73062890257°N,1.6894746465225°E 370 msnm  |           |                     | Modifica les dades a Wikidata |

## església
| imatge | Nom                          | Ubicat a | instància de      | Detalls                                                                         | coordenades                                                                                    | Protecció                                  | Commons (més fotos)                     | Dades a WD                    |
| ------ | ---------------------------- | -------- | ----------------- | ------------------------------------------------------------------------------- | ---------------------------------------------------------------------------------------------- | ------------------------------------------ | --------------------------------------- | ----------------------------- |
|        | Mare de Déu dels Àngels      | Rajadell | església capella  | Arquitecte: Marcel·lià Coquillat i Llofriu Alexandre Soler i March 16th century | 41° 43′ 30″ N, 1° 45′ 57″ E / 41.72487720227569°N,1.765891313552857°E                          |                                            |                                         | Modifica les dades a Wikidata |
|        | Sant Amanç de Viladés        | Rajadell | església          | Estil: arquitectura romànica                                                    | 41° 44′ 03″ N, 1° 40′ 40″ E / 41.734247°N,1.677844°E 372 msnm                                  | bé integrant del patrimoni cultural català | Sant Amanç de Viladés                   | Modifica les dades a Wikidata |
|        | Sant Iscle i Santa Victòria  | Rajadell | església          | Estil: arquitectura romànica gòtic tardà                                        | 41° 43′ 44″ N, 1° 42′ 23″ E / 41.728968°N,1.706318°E                                           | bé integrant del patrimoni cultural català | Sant Iscle i Santa Victòria de Rajadell | Modifica les dades a Wikidata |
|        | Sant Miquel de Cirera        | Rajadell | església          | Estil: arquitectura barroca                                                     | 41° 42′ 41″ N, 1° 43′ 29″ E / 41.711445°N,1.724739°E 572 msnm                                  | bé integrant del patrimoni cultural català | Sant Miquel de Cirera                   | Modifica les dades a Wikidata |
|        | Sant Salvador de Valldòria   | Rajadell | església capella  |                                                                                 | 41° 43′ 10″ N, 1° 40′ 33″ E / 41.719458348982°N,1.67573519288129°E ca:Masia Valdòria 497 msnm  |                                            |                                         | Modifica les dades a Wikidata |
|        | Sant Salvador de Vallformosa | Rajadell | església capella  | Estil: arquitectura popular                                                     | 41° 42′ 51″ N, 1° 45′ 47″ E / 41.71415°N,1.76292°E ca:Can Servitge o Vallformosa. SE del terme | bé integrant del patrimoni cultural català | Sant Salvador de Vallformosa            | Modifica les dades a Wikidata |
|        | Sant Simeó de Centelles      | Rajadell | església          | Estil: arquitectura romànica                                                    | 41° 44′ 53″ N, 1° 39′ 55″ E / 41.748115°N,1.665377°E ca:Al sud del mas Centelles 555 msnm      | bé integrant del patrimoni cultural català | Sant Simeó de Centelles                 | Modifica les dades a Wikidata |
|        | Santa Llúcia de Rajadell     | Rajadell | església monestir | Estil: arquitectura romànica arquitectura gòtica arquitectura popular           | 41° 43′ 45″ N, 1° 42′ 47″ E / 41.729153°N,1.712961°E 330 msnm                                  | bé integrant del patrimoni cultural català | Santa Llúcia de Rajadell                | Modifica les dades a Wikidata |
|        | Santa Maria de Monistrol     | Rajadell | església          | Estil: arquitectura popular                                                     | 41° 43′ 47″ N, 1° 45′ 37″ E / 41.729599°N,1.760187°E 313 msnm                                  | bé integrant del patrimoni cultural català | Santa Maria de Monistrol                | Modifica les dades a Wikidata |

## fita
| imatge | Nom                                                                  | Ubicat a | instància de | Detalls      | coordenades                                                                                      | Protecció | Commons (més fotos) | Dades a WD                    |
| ------ | -------------------------------------------------------------------- | -------- | ------------ | ------------ | ------------------------------------------------------------------------------------------------ | --------- | ------------------- | ----------------------------- |
|        | Fita de terme 1 entre Rajadell, Sant Salvador de Guardiola i Manresa | Rajadell | fita         | 18th century | 41° 42′ 40″ N, 1° 46′ 39″ E / 41.71109°N,1.77742°E ca:Vallformosa. Límit sud del terme municipal |           |                     | Modifica les dades a Wikidata |
|        | Fita de terme 2 entre Rajadell i Manresa                             | Rajadell | fita         | 18th century | 41° 42′ 49″ N, 1° 46′ 27″ E / 41.71363°N,1.77412°E ca:Vallformosa. Límit est del terme municipal |           |                     | Modifica les dades a Wikidata |
|        | Fita de terme 4 entre Rajadell i Manresa                             | Rajadell | fita         | 18th century | 41° 42′ 58″ N, 1° 46′ 35″ E / 41.71603°N,1.77648°E ca:Vallformosa. Límit est del terme municipal |           |                     | Modifica les dades a Wikidata |

## masia
| imatge | Nom                       | Ubicat a | instància de | Detalls                                          | coordenades | Protecció                                  | Commons (més fotos)     | Dades a WD                    |
| ------ | ------------------------- | -------- | ------------ | ------------------------------------------------ | --- | ------------------------------------------ | ----------------------- | ----------------------------- |
|        | Barquets                  | Rajadell | masia        |                                                  | 41° 43′ 38″ N, 1° 41′ 35″ E / 41.7272°N,1.69316°E 427 msnm                                                               |                                            |                         | Modifica les dades a Wikidata |
|        | Bruguesses                | Rajadell | masia        |                                                  | 41° 44′ 56″ N, 1° 40′ 16″ E / 41.7490013219891°N,1.67111103365378°E                                                      |                                            |                         | Modifica les dades a Wikidata |
|        | Ca l'Alegre               | Rajadell | masia        |                                                  | 41° 43′ 18″ N, 1° 41′ 22″ E / 41.72156667°N,1.68934444°E 444 msnm                                                        |                                            |                         | Modifica les dades a Wikidata |
|        | Ca l'Oliver               | Rajadell | masia        | Estil: arquitectura popular                      | 41° 42′ 48″ N, 1° 41′ 35″ E / 41.7133°N,1.69319°E 447 msnm                                                               | bé integrant del patrimoni cultural català | Ca l'Oliver (Rajadell)  | Modifica les dades a Wikidata |
|        | Cal Bacardit              | Rajadell | masia        | 1762                                             | 41° 44′ 42″ N, 1° 40′ 35″ E / 41.7450373182775°N,1.67648443334183°E ca:Sant Amanç de Viladés. NO del municipi 423 msnm   |                                            |                         | Modifica les dades a Wikidata |
|        | Cal Balard                | Rajadell | masia        |                                                  | 41° 43′ 29″ N, 1° 42′ 16″ E / 41.7246222306342°N,1.70443544636694°E                                                      |                                            |                         | Modifica les dades a Wikidata |
|        | Cal Benido                | Rajadell | masia        |                                                  | 41° 44′ 14″ N, 1° 43′ 12″ E / 41.7372717503929°N,1.72005425791743°E                                                      |                                            |                         | Modifica les dades a Wikidata |
|        | Cal Biel                  | Rajadell | masia        | 18th century                                     | 41° 45′ 03″ N, 1° 40′ 28″ E / 41.750849596999°N,1.67439251155979°E ca:Sant Amanç de Viladés. NO del municipi             |                                            |                         | Modifica les dades a Wikidata |
|        | Cal Canonge               | Rajadell | masia        |                                                  | 41° 45′ 02″ N, 1° 42′ 13″ E / 41.7505156144123°N,1.70352997671277°E                                                      |                                            |                         | Modifica les dades a Wikidata |
|        | Cal Carlos                | Rajadell | masia        | 19th century                                     | 41° 41′ 42″ N, 1° 40′ 39″ E / 41.6950430734326°N,1.67749801127151°E ca:Valldòria. Serra de Palomes. Extrem SO del terme. |                                            |                         | Modifica les dades a Wikidata |
|        | Cal Comallonga            | Rajadell | masia        | 1859                                             | 41° 43′ 40″ N, 1° 42′ 07″ E / 41.7277376309152°N,1.7019561736346°E ca:El Daurell                                         |                                            |                         | Modifica les dades a Wikidata |
|        | Cal Cortès                | Rajadell | masia        |                                                  | 41° 42′ 56″ N, 1° 43′ 39″ E / 41.7155320170881°N,1.72760216113224°E                                                      |                                            |                         | Modifica les dades a Wikidata |
|        | Cal Dalmau                | Rajadell | masia        |                                                  | 41° 44′ 27″ N, 1° 42′ 26″ E / 41.740738341183°N,1.7073074202582°E                                                        |                                            |                         | Modifica les dades a Wikidata |
|        | Cal Favó                  | Rajadell | masia        |                                                  | 41° 44′ 35″ N, 1° 41′ 29″ E / 41.7431194303222°N,1.69147228151832°E                                                      |                                            |                         | Modifica les dades a Wikidata |
|        | Cal Fontfiguera           | Rajadell | masia        | 1794                                             | 41° 41′ 58″ N, 1° 42′ 47″ E / 41.69949167°N,1.712975°E ca:Massana. Camps de Fontfiguera. Sud del terme. 582 msnm         |                                            |                         | Modifica les dades a Wikidata |
|        | Cal Goberna               | Rajadell | masia        |                                                  | 41° 43′ 10″ N, 1° 40′ 52″ E / 41.7195387066259°N,1.68115533317138°E                                                      |                                            |                         | Modifica les dades a Wikidata |
|        | Cal Jan del Bosc          | Rajadell | masia        |                                                  | 41° 45′ 03″ N, 1° 40′ 15″ E / 41.7508443505161°N,1.67082043796717°E                                                      |                                            |                         | Modifica les dades a Wikidata |
|        | Cal Jona                  | Rajadell | masia        | 19th century                                     | 41° 44′ 30″ N, 1° 41′ 02″ E / 41.741745096899°N,1.68391187260582°E ca:Sant Amanç de Viladés. NO del municipi             |                                            |                         | Modifica les dades a Wikidata |
|        | Cal Lleirac               | Rajadell | masia        |                                                  | 41° 44′ 31″ N, 1° 45′ 23″ E / 41.7419658722211°N,1.75627932282852°E                                                      |                                            |                         | Modifica les dades a Wikidata |
|        | Cal Maquet                | Rajadell | masia        |                                                  | 41° 43′ 46″ N, 1° 45′ 05″ E / 41.7295556625759°N,1.75140871997575°E                                                      |                                            |                         | Modifica les dades a Wikidata |
|        | Cal Miralles              | Rajadell | masia        | Estil: arquitectura popular                      | 41° 43′ 54″ N, 1° 43′ 02″ E / 41.7317°N,1.71727°E 354 msnm                                                               | bé integrant del patrimoni cultural català | Cal Miralles            | Modifica les dades a Wikidata |
|        | Cal Morros                | Rajadell | masia        |                                                  | 41° 43′ 20″ N, 1° 41′ 21″ E / 41.72211389°N,1.68914722°E ca:Valldòria. SO del terme. 443 msnm                            |                                            |                         | Modifica les dades a Wikidata |
|        | Cal Nelo                  | Rajadell | masia        |                                                  | 41° 43′ 19″ N, 1° 43′ 11″ E / 41.721963021141°N,1.7197059223364°E                                                        |                                            |                         | Modifica les dades a Wikidata |
|        | Cal Parcerisses           | Rajadell | masia        |                                                  | 41° 42′ 35″ N, 1° 40′ 56″ E / 41.7096149039367°N,1.68209142933802°E                                                      |                                            |                         | Modifica les dades a Wikidata |
|        | Cal Pau                   | Rajadell | masia        |                                                  | 41° 43′ 11″ N, 1° 40′ 53″ E / 41.719727062182°N,1.6812810637034°E                                                        |                                            |                         | Modifica les dades a Wikidata |
|        | Cal Pau de Bruguesses     | Rajadell | masia        |                                                  | 41° 45′ 03″ N, 1° 40′ 18″ E / 41.7508090631112°N,1.67166309382916°E                                                      |                                            |                         | Modifica les dades a Wikidata |
|        | Cal Pere                  | Rajadell | masia        |                                                  | 41° 43′ 58″ N, 1° 44′ 57″ E / 41.7326830710633°N,1.74911164697239°E                                                      |                                            |                         | Modifica les dades a Wikidata |
|        | Cal Piques                | Rajadell | masia        |                                                  | 41° 45′ 03″ N, 1° 40′ 12″ E / 41.7509162070874°N,1.67002513645911°E                                                      |                                            |                         | Modifica les dades a Wikidata |
|        | Cal Quius                 | Rajadell | masia        | 19th century                                     | 41° 44′ 29″ N, 1° 40′ 40″ E / 41.7413229543082°N,1.67773924596992°E ca:Sant Amanç de Viladés. NO del municipi            |                                            |                         | Modifica les dades a Wikidata |
|        | Cal Ritet                 | Rajadell | masia        |                                                  | 41° 43′ 11″ N, 1° 40′ 55″ E / 41.7196107044867°N,1.68193527286167°E                                                      |                                            |                         | Modifica les dades a Wikidata |
|        | Cal Segarra               | Rajadell | masia        |                                                  | 41° 44′ 03″ N, 1° 41′ 53″ E / 41.7341776724392°N,1.69799069797301°E                                                      |                                            |                         | Modifica les dades a Wikidata |
|        | Cal Tatxer                | Rajadell | masia        |                                                  | 41° 44′ 00″ N, 1° 45′ 03″ E / 41.7332232774364°N,1.75074849354182°E                                                      |                                            |                         | Modifica les dades a Wikidata |
|        | Cal Vellet                | Rajadell | masia        |                                                  | 41° 44′ 14″ N, 1° 43′ 11″ E / 41.7371696163594°N,1.71977971067345°E                                                      |                                            |                         | Modifica les dades a Wikidata |
|        | Cal Xaupes                | Rajadell | masia        |                                                  | 41° 44′ 27″ N, 1° 45′ 33″ E / 41.7406994514964°N,1.75910575115198°E ca:Monistrolet-Collbaix. Pla de Fals. NE del terme   |                                            |                         | Modifica les dades a Wikidata |
|        | Cal Xicó                  | Rajadell | masia        |                                                  | 41° 43′ 59″ N, 1° 44′ 58″ E / 41.7331022710352°N,1.74956043510484°E                                                      |                                            |                         | Modifica les dades a Wikidata |
|        | Can Claret                | Rajadell | masia        |                                                  | 41° 41′ 57″ N, 1° 43′ 40″ E / 41.6991053441492°N,1.72776982869169°E                                                      |                                            |                         | Modifica les dades a Wikidata |
|        | Can Massana (Rajadell)    | Rajadell | masia        | Estil: arquitectura barroca arquitectura popular | 41° 42′ 40″ N, 1° 43′ 27″ E / 41.71115°N,1.72428889°E 572 msnm                                                           | bé integrant del patrimoni cultural català | Can Masana (Rajadell)   | Modifica les dades a Wikidata |
|        | Can Montfort              | Rajadell | masia        |                                                  | 41° 42′ 31″ N, 1° 41′ 16″ E / 41.7085636445533°N,1.68782224477193°E                                                      |                                            |                         | Modifica les dades a Wikidata |
|        | Can Torre del Forn        | Rajadell | masia        |                                                  | 41° 41′ 41″ N, 1° 41′ 29″ E / 41.694623897534°N,1.6914076099418°E                                                        |                                            |                         | Modifica les dades a Wikidata |
|        | Can Viladés               | Rajadell | masia        | Estil: arquitectura popular                      | 41° 44′ 04″ N, 1° 40′ 39″ E / 41.734522°N,1.677628°E ca:Sant Amanç de Viladés. NO del municipi 372 msnm                  | bé integrant del patrimoni cultural català | Can Viladés             | Modifica les dades a Wikidata |
|        | Casa vella de Parcerisses | Rajadell | masia        |                                                  | 41° 42′ 03″ N, 1° 41′ 14″ E / 41.7009177217056°N,1.68711240485791°E                                                      |                                            |                         | Modifica les dades a Wikidata |
|        | Casanova de Cal Torre     | Rajadell | masia        |                                                  | 41° 41′ 54″ N, 1° 41′ 30″ E / 41.6983047939236°N,1.69176835858531°E                                                      |                                            |                         | Modifica les dades a Wikidata |
|        | Caseta del Puig           | Rajadell | masia        |                                                  | 41° 43′ 46″ N, 1° 44′ 11″ E / 41.7293811872785°N,1.7362744121805°E                                                       |                                            |                         | Modifica les dades a Wikidata |
|        | Centelles                 | Rajadell | masia        |                                                  | 41° 45′ 02″ N, 1° 39′ 39″ E / 41.7505556728338°N,1.66069924785739°E                                                      |                                            |                         | Modifica les dades a Wikidata |
|        | Mas Bosc                  | Rajadell | masia        |                                                  | 41° 43′ 50″ N, 1° 44′ 39″ E / 41.7305299722976°N,1.74411545386491°E ca:Monistrolet. E. del terme                         |                                            |                         | Modifica les dades a Wikidata |
|        | Rectoria de Monistrolet   | Rajadell | masia        |                                                  | 41° 43′ 46″ N, 1° 45′ 33″ E / 41.729539309879°N,1.75904403231062°E                                                       |                                            |                         | Modifica les dades a Wikidata |
|        | Valldòria                 | Rajadell | masia        |                                                  | 41° 43′ 12″ N, 1° 40′ 33″ E / 41.7199283940686°N,1.67588182426425°E ca:Valldòria. SO del terme.                          |                                            |                         | Modifica les dades a Wikidata |
|        | el Bergall                | Rajadell | masia        |                                                  | 41° 43′ 27″ N, 1° 45′ 35″ E / 41.7240510738063°N,1.75959449161008°E                                                      |                                            |                         | Modifica les dades a Wikidata |
|        | el Castell de Monistrolet | Rajadell | masia        |                                                  | 41° 43′ 44″ N, 1° 45′ 34″ E / 41.7289234185157°N,1.75956087395859°E ca:Monistrolet. E. del terme                         |                                            |                         | Modifica les dades a Wikidata |
|        | el Coll                   | Rajadell | masia        |                                                  | 41° 43′ 02″ N, 1° 44′ 12″ E / 41.7171899952075°N,1.73664553536554°E ca:Pla de Cirera - Massana. Pla del Coll             |                                            |                         | Modifica les dades a Wikidata |
|        | el Forn de Santa Llúcia   | Rajadell | masia        | Estil: arquitectura popular                      | 41° 43′ 45″ N, 1° 42′ 46″ E / 41.729112°N,1.712719°E 326 msnm                                                            | bé integrant del patrimoni cultural català | El Forn de Santa Llúcia | Modifica les dades a Wikidata |
|        | el Junyent                | Rajadell | masia        |                                                  | 41° 43′ 00″ N, 1° 43′ 03″ E / 41.7165460532376°N,1.71754447694775°E ca:Pla del Junyent.                                  |                                            |                         | Modifica les dades a Wikidata |
|        | el Peric                  | Rajadell | masia        | Estil: arquitectura popular                      | 41° 44′ 14″ N, 1° 41′ 28″ E / 41.737215°N,1.69124°E ca:Plans del Perich. NO del terme. 366 msnm                          | bé integrant del patrimoni cultural català | El Peric                | Modifica les dades a Wikidata |
|        | el Prim                   | Rajadell | masia        |                                                  | 41° 44′ 46″ N, 1° 41′ 02″ E / 41.7461493543193°N,1.68390610278339°E ca:Sant Amanç de Viladés. NO del municipi            |                                            |                         | Modifica les dades a Wikidata |
|        | el Puig                   | Rajadell | masia        |                                                  | 41° 43′ 39″ N, 1° 43′ 42″ E / 41.7275633813914°N,1.72825447483041°E ca:Miralles o Riavall. NE. del terme                 |                                            |                         | Modifica les dades a Wikidata |
|        | el Pujolar                | Rajadell | masia        |                                                  | 41° 43′ 10″ N, 1° 41′ 38″ E / 41.7195210605378°N,1.693802532703°E                                                        |                                            |                         | Modifica les dades a Wikidata |
|        | el Rauric                 | Rajadell | masia        |                                                  | 41° 42′ 08″ N, 1° 44′ 19″ E / 41.7023058413401°N,1.73866763060121°E                                                      |                                            |                         | Modifica les dades a Wikidata |
|        | el Reguer de Centelles    | Rajadell | masia        |                                                  | 41° 44′ 41″ N, 1° 40′ 05″ E / 41.7446420582521°N,1.66800192151013°E                                                      |                                            |                         | Modifica les dades a Wikidata |
|        | el Servitge               | Rajadell | masia        |                                                  | 41° 42′ 51″ N, 1° 45′ 48″ E / 41.7142735844721°N,1.76330460909563°E ca:Vallformosa o Can Servitge. SE del terme.         |                                            |                         | Modifica les dades a Wikidata |
|        | el Taradell               | Rajadell | masia        |                                                  | 41° 43′ 56″ N, 1° 46′ 12″ E / 41.732240609524°N,1.76986184200063°E ca:Monistrolet. E. del terme                          |                                            |                         | Modifica les dades a Wikidata |
|        | el Ventallol              | Rajadell | masia        |                                                  | 41° 44′ 01″ N, 1° 42′ 19″ E / 41.7336468643186°N,1.7052160310806°E                                                       |                                            |                         | Modifica les dades a Wikidata |
|        | el Xalet                  | Rajadell | masia        | 20th century                                     | 41° 43′ 44″ N, 1° 45′ 48″ E / 41.728982248149°N,1.76334714917352°E ca:Monistrolet. E. del terme 312 msnm                 |                                            |                         | Modifica les dades a Wikidata |
|        | els Avets                 | Rajadell | masia        |                                                  | 41° 44′ 18″ N, 1° 43′ 01″ E / 41.7383365456659°N,1.7170027523835°E                                                       |                                            |                         | Modifica les dades a Wikidata |
|        | els Enrics                | Rajadell | masia        |                                                  | 41° 43′ 53″ N, 1° 42′ 20″ E / 41.7314619527213°N,1.70554848991748°E                                                      |                                            |                         | Modifica les dades a Wikidata |
|        | l'Hostal                  | Rajadell | masia        | 1888                                             | 41° 43′ 57″ N, 1° 45′ 06″ E / 41.7325757166253°N,1.75166285608963°E ca:Monistrolet. E. del terme                         |                                            |                         | Modifica les dades a Wikidata |
|        | la Balma                  | Rajadell | masia        |                                                  | 41° 44′ 29″ N, 1° 45′ 22″ E / 41.7413771660797°N,1.75597801290956°E ca:Monistrolet-Collbaix. Pla de Fals. NE del terme   |                                            |                         | Modifica les dades a Wikidata |
|        | la Casanova               | Rajadell | masia        |                                                  | 41° 43′ 41″ N, 1° 45′ 00″ E / 41.7280348429242°N,1.74987513872035°E                                                      |                                            |                         | Modifica les dades a Wikidata |
|        | la Censada de Baix        | Rajadell | masia        |                                                  | 41° 43′ 55″ N, 1° 42′ 12″ E / 41.7318680185323°N,1.70321969994076°E                                                      |                                            |                         | Modifica les dades a Wikidata |
|        | la Censada de Dalt        | Rajadell | masia        |                                                  | 41° 43′ 55″ N, 1° 42′ 09″ E / 41.7320744962665°N,1.70236183817647°E                                                      |                                            |                         | Modifica les dades a Wikidata |
|        | la Fabriqueta             | Rajadell | masia        |                                                  | 41° 43′ 04″ N, 1° 41′ 34″ E / 41.7179070044214°N,1.69284946540657°E ca:Plans de Cal Balard. Feixes del Pujolar. El Racó  |                                            |                         | Modifica les dades a Wikidata |
|        | la Masia                  | Rajadell | masia        |                                                  | 41° 42′ 43″ N, 1° 42′ 34″ E / 41.7120241672502°N,1.70946055274938°E ca:Massana. Pla de Cirera. Sud del terme             |                                            |                         | Modifica les dades a Wikidata |
|        | la Noguera                | Rajadell | masia        |                                                  | 41° 43′ 30″ N, 1° 46′ 01″ E / 41.7248781886077°N,1.76698459499668°E                                                      |                                            |                         | Modifica les dades a Wikidata |
|        | les Caranyes              | Rajadell | masia        |                                                  | 41° 44′ 02″ N, 1° 44′ 54″ E / 41.733987161992°N,1.7483254913153°E ca:Monistrolet. E. del terme                           |                                            |                         | Modifica les dades a Wikidata |

## molí d'aigua
| imatge | Nom                | Ubicat a | instància de | Detalls                     | coordenades                                          | Protecció                                  | Commons (més fotos) | Dades a WD                    |
| ------ | ------------------ | -------- | ------------ | --------------------------- | ---------------------------------------------------- | ------------------------------------------ | ------------------- | ----------------------------- |
|        | Molí de Santemans  | Rajadell | molí d'aigua | Estil: arquitectura popular |                                                      | bé integrant del patrimoni cultural català |                     | Modifica les dades a Wikidata |
|        | Molí de cal Ferrer | Rajadell | molí d'aigua | Estil: arquitectura popular | 41° 43′ 47″ N, 1° 42′ 29″ E / 41.729777°N,1.708003°E | bé integrant del patrimoni cultural català | Molí de cal Ferrer  | Modifica les dades a Wikidata |

## muntanya
| imatge | Nom                    | Ubicat a                                                   | instància de | Detalls      | coordenades | Protecció | Commons (més fotos)    | Dades a WD                    |
| ------ | ---------------------- | ---------------------------------------------------------- | ------------ | ------------ | --- | --------- | ---------------------- | ----------------------------- |
|        | Cogulló de Cal Torre   | Castellfollit del Boix Rajadell                            | muntanya     |              | 41° 41′ 15″ N, 1° 41′ 11″ E / 41.6874716091°N,1.68642459544°E 881 msnm                                                                 |           | Cogulló de Cal Torre   | Modifica les dades a Wikidata |
|        | Puig del Coll          | Rajadell                                                   | muntanya     |              | 41° 43′ 10″ N, 1° 45′ 00″ E / 41.71936194°N,1.74989167°E 570.4 msnm                                                                    |           |                        | Modifica les dades a Wikidata |
|        | Punta-sabata           | Rajadell                                                   | muntanya     |              | 41° 44′ 11″ N, 1° 45′ 36″ E / 41.73639167°N,1.759925°E 501.1 msnm                                                                      |           |                        | Modifica les dades a Wikidata |
|        | Turó de les Tres Creus | Castellfollit del Boix Rajadell                            | muntanya     | 20th century | 41° 41′ 38″ N, 1° 42′ 09″ E / 41.693988888889°N,1.7024416666667°E ca:Turó de les Tres Creus. Nord de Castellfollit del Boix 795.8 msnm |           | Turó de les Tres Creus | Modifica les dades a Wikidata |
|        | la Melera              | Sant Salvador de Guardiola Rajadell                        | muntanya     |              | 41° 42′ 11″ N, 1° 45′ 04″ E / 41.70310833°N,1.75121222°E 630.2 msnm                                                                    |           |                        | Modifica les dades a Wikidata |
|        | serra de Montgròs      | Sant Salvador de Guardiola Castellfollit del Boix Rajadell | muntanya     |              | 41° 41′ 35″ N, 1° 43′ 57″ E / 41.69293°N,1.73258°E                                                                                     |           |                        | Modifica les dades a Wikidata |

## pont
| imatge | Nom                           | Ubicat a | instància de | Detalls                       | coordenades                                                                               | Protecció | Commons (més fotos) | Dades a WD                    |
| ------ | ----------------------------- | -------- | ------------ | ----------------------------- | ----------------------------------------------------------------------------------------- | --------- | ------------------- | ----------------------------- |
|        | Pont Nou                      | Rajadell | pont         |                               | 41° 43′ 36″ N, 1° 45′ 30″ E / 41.726801320591°N,1.75821904295314°E                        |           |                     | Modifica les dades a Wikidata |
|        | Pont de Cal Miralles          | Rajadell | pont         |                               | 41° 43′ 50″ N, 1° 42′ 57″ E / 41.7305149948171°N,1.7158718776059°E                        |           |                     | Modifica les dades a Wikidata |
|        | Pont de Gotzens               | Rajadell | pont         | Hi passa: Eix Transversal     | 41° 44′ 07″ N, 1° 41′ 10″ E / 41.7351867405672°N,1.68615009958221°E                       |           |                     | Modifica les dades a Wikidata |
|        | Pont de vianants de can Bosc. | Rajadell | pont         | 19th century Estat: bon estat | 41° 43′ 49″ N, 1° 44′ 34″ E / 41.73022°N,1.74291°E ca:Monistrolet,. NO del terme 305 msnm |           |                     | Modifica les dades a Wikidata |
|        | Pont del Mas Bosc             | Rajadell | pont         |                               | 41° 43′ 48″ N, 1° 45′ 00″ E / 41.730097629498°N,1.74989525917786°E                        |           |                     | Modifica les dades a Wikidata |
|        | Pont del Puig                 | Rajadell | pont         | Travessa: riera de Rajadell   | 41° 43′ 49″ N, 1° 43′ 17″ E / 41.730277°N,1.721317°E 312.4 msnm                           |           |                     | Modifica les dades a Wikidata |

## serra
| imatge | Nom                | Ubicat a                                                   | instància de | Detalls | coordenades                                                          | Protecció | Commons (més fotos) | Dades a WD                    |
| ------ | ------------------ | ---------------------------------------------------------- | ------------ | ------- | -------------------------------------------------------------------- | --------- | ------------------- | ----------------------------- |
|        | La Serra           | Rajadell                                                   | serra        |         | 41° 42′ 09″ N, 1° 42′ 45″ E / 41.7025°N,1.7124111111111°E 795.8 msnm |           |                     | Modifica les dades a Wikidata |
|        | Serra de Gallcanta | Castellfollit del Boix Sant Salvador de Guardiola Rajadell | serra        |         | 41° 41′ 40″ N, 1° 44′ 04″ E / 41.69456111°N,1.73435083°E 668.8 msnm  |           |                     | Modifica les dades a Wikidata |
|        | serra de Palomes   | Rajadell                                                   | serra        |         | 41° 42′ 02″ N, 1° 40′ 42″ E / 41.7006°N,1.67835°E 881.3 msnm         |           |                     | Modifica les dades a Wikidata |
|        | serra de la Vall   | Aguilar de Segarra Fonollosa Rajadell                      | serra        |         | 41° 45′ 09″ N, 1° 38′ 49″ E / 41.7526°N,1.64706°E 680.6 msnm         |           |                     | Modifica les dades a Wikidata |
|        | serra del Colomer  | Aguilar de Segarra Rajadell                                | serra        |         | 41° 43′ 07″ N, 1° 40′ 02″ E / 41.718715°N,1.66709778°E 707.8 msnm    |           |                     | Modifica les dades a Wikidata |

## Misc
| imatge | Nom                           | Ubicat a                                                  | instància de              | Detalls                                                                | coordenades | Protecció                                            | Commons (més fotos)            | Dades a WD                    |
| ------ | ----------------------------- | --------------------------------------------------------- | ------------------------- | ---------------------------------------------------------------------- | --- | ---------------------------------------------------- | ------------------------------ | ----------------------------- |
|        | Carrer Major                  | Rajadell                                                  | carrer                    |                                                                        | 41° 43′ 40″ N, 1° 42′ 22″ E / 41.727758°N,1.706003°E                                                                                         | bé integrant del patrimoni cultural català           | Carrer Major (Rajadell)        | Modifica les dades a Wikidata |
|        | Castell de Rajadell           | Rajadell                                                  | castell                   |                                                                        | 41° 43′ 43″ N, 1° 42′ 21″ E / 41.72861111°N,1.70583333°E ca:Nucli de Rajadell                                                                | bé d'interès cultural bé cultural d'interès nacional | Castell de Rajadell            | Modifica les dades a Wikidata |
|        | Estació de Rajadell           | Rajadell                                                  | estació de ferrocarril    |                                                                        | 41° 43′ 57″ N, 1° 41′ 55″ E / 41.732416666666666°N,1.6986666666666663°E                                                                      |                                                      |                                | Modifica les dades a Wikidata |
|        | Granja del Massafred          | Rajadell                                                  | granja                    |                                                                        | 41° 43′ 42″ N, 1° 41′ 54″ E / 41.7282904658637°N,1.69827792098654°E                                                                          |                                                      |                                | Modifica les dades a Wikidata |
|        | Sant Amanç                    | Rajadell                                                  | nucli de població         |                                                                        | 41° 44′ 09″ N, 1° 40′ 43″ E / 41.735907743878°N,1.678545135448°E                                                                             |                                                      |                                | Modifica les dades a Wikidata |
|        | Vil·la romana de Sant Amanç   | Rajadell                                                  | vil·la romana despoblat   |                                                                        | 41° 44′ 04″ N, 1° 40′ 53″ E / 41.734354°N,1.681456°E 369 msnm                                                                                |                                                      |                                | Modifica les dades a Wikidata |
|        | casa consistorial de Rajadell | Rajadell                                                  | casa consistorial         |                                                                        | 41° 43′ 40″ N, 1° 42′ 22″ E / 41.7276452°N,1.7061352°E                                                                                       |                                                      |                                | Modifica les dades a Wikidata |
|        | cementiri de Monistrolet      | Rajadell                                                  | cementiri                 |                                                                        | 41° 43′ 58″ N, 1° 45′ 45″ E / 41.7328639892639°N,1.76249111080038°E                                                                          |                                                      |                                | Modifica les dades a Wikidata |
|        | corral de Palaci              | Rajadell                                                  | cabana                    |                                                                        | 41° 42′ 14″ N, 1° 40′ 13″ E / 41.7038680418831°N,1.67032222858213°E                                                                          |                                                      |                                | Modifica les dades a Wikidata |
|        | lledoner de l'Estació         | Rajadell                                                  | arbre singular            | Taxon: lledoner (Celtis australis) Ample: 20.6m Alt: 19m Perímetre: 3m | 41° 43′ 56″ N, 1° 41′ 56″ E / 41.73231°N,1.69892°E ca:Estació de Rajadell 365 msnm                                                           | arbre monumental                                     | Lledoner de l'Estació          | Modifica les dades a Wikidata |
|        | plaça de l'Església           | Rajadell                                                  | plaça                     | Estil: arquitectura popular                                            | 41° 43′ 43″ N, 1° 42′ 23″ E / 41.728736°N,1.706347°E                                                                                         | bé integrant del patrimoni cultural català           | Plaça de l'Església (Rajadell) | Modifica les dades a Wikidata |
|        | pou de can Servitge           | Rajadell                                                  | element arquitectònic pou |                                                                        | 41° 42′ 54″ N, 1° 45′ 46″ E / 41.71503°N,1.76269°E ca:Can Servitge o Vallformosa. SE del terme.                                              |                                                      |                                | Modifica les dades a Wikidata |
|        | riera de Rajadell             | Sant Pere Sallavinera Aguilar de Segarra Rajadell Manresa | curs d'aigua              | Desemboca: Cardener                                                    | 41° 44′ 53″ N, 1° 35′ 16″ E / 41.748038055555554°N,1.587916111111111°E 41° 42′ 30″ N, 1° 50′ 13″ E / 41.70828805555555°N,1.837033888888889°E |                                                      | Riera de Rajadell              | Modifica les dades a Wikidata |